# Erik Germund Cederhielm
Erik Germund Cederhielm, född den 12 februari 1685 i Linköping, död den 1 november 1743 på Alvestad i Jäders socken, Södermanlands län, var en svensk friherre och jurist. Han var son till Germund Cederhielm den yngre samt far till Germund Carl och Erik Julius Cederhielm.

## Biografi
Cederhielm blev student vid Uppsala universitet 1698 och auskultant i Svea hovrätt 1702. Han företog utrikes resor 1704–1707. Han blev häradshövding i Svartsjö och Strömsholms läns domsaga 1707 samt vice lagman i Östergötland 1713, i Närke 1716 och i Södermanland 1718. Cederhielm blev häradshövding i Siende, Tuhundra, Åkerbo och Snevringe domsaga 1718, erhöll assessors titel 1719 samt blev vice lagman i Västmanland 1718, i Dalarna 1723 och i Västerbotten 1727. Han blev häradshövding i Öster- och Väster-Rekarne, Daga, Åkers och Selebo härader 1725 samt lagman i Tiohärads lagsaga 1741-08-18.

### Familj
Cederhielm gifte sig 1715 med Catharina Ebba Natt och Dag (1689–1764), dotter av överstelöjtnanten Carl Persson (Natt och Dag) och friherrinnan Beata Juliana Sparre. De fick tillsammans barnen presidenten Germund Carl Cederhielm (1717–1789), generalmajoren Erik Julius Cederhielm (1729–1793) och Adam Ludvig Cederhhielm (1732–1735).